# Exaile
Exaile è un lettore multimediale libero per GNU/Linux e sistemi operativi Unix-like e basato sulle librerie GTK+.
È scritto usando PyGTK, un insieme di comandi per Python del toolkit GTK+ e trae ispirazione da Amarok 1.4, famoso lettore multimediale per KDE.
È un'applicazione estremamente leggera e comoda, che permette di ascoltare la musica dal proprio hard disk o in streaming via internet.
Anche se il port ufficiale su Windows è al momento in fase di sviluppo, si può usare Exaile anche su altri ambienti (Microsoft Windows e macOS).

## Funzioni
Exaile include molte delle funzioni che ha anche Amarok:
- un equalizzatore;
- Ricerca automatica delle copertine degli album;
- Ricerca dei testi;
- Mostra informazioni sugli artisti e sugli album prendendole dagli articoli di Wikipedia;
- Supporto a last.fm bidirezionale (sia lo scrobbling della canzone in corso di riproduzione che la ricerca delle canzoni correlate nel server di last.fm);
- Opzionale supporto all'iPod;

## Plugin e temi
Le funzionalità di Exaile possono essere estese, attraverso l'installazione di molti plugin; anche l'aspetto del lettore è configurabile aggiungendo temi.